# Pokalde
Le Pokalde (ou Dolma Ri ou Phokalde) est un sommet népalais, dominé par le Nuptse, dans la région de Khumbu. Son escalade est peu difficile et sert souvent de mise en train pour des sommets plus élevés. Il fait partie des Trekking peaks.

## Ascensions
- 1953 - Première ascension sur l'arête nord le 15 avril par W. Noyce, Tom Bourdillon et M. Ward lors de l'expédition vers l'Everest menée par John Hunt.